# Bongi Makeba
Angela Sibongile Makeba, más conocida como Bongi Makeba, (Pretoria, 20 de diciembre de 1950 – 17 de marzo de 1985) fue una cantante, compositora y modelo sudafricana. Era la única hija de la también cantante Miriam Makeba y su primer esposo, James Kubay.

## Biografía
Makeba nació en Sudáfrica en 1950, cuando su madre tenía 18 años. El nombre Bongi por el que se dio a conocer es una versión abreviada de su segundo nombre Sibongile, que significa "Estamos agradecidos". En 1959, su madre fue a Nueva York para continuar su carrera, uniéndose su hija Bongi Makeba en 1960. Permanecieron en el exilio después de que se le prohibió regresar a Sudáfrica a su madre.
En 1967, Makeba y Judy White, hija del cantante Josh White, firmaron con Buddha Records como "Bongi y Judy", siendo su primer lanzamiento "Runnin 'Out" y "Let's Get Together".
A la edad de 17 años, Makeba conoció a su esposo el estadounidense Harold Nelson Lee, con quien a principios y mediados de la década de 1970 hizo dos discos de 7" como los Bongi and Nelson, con dos temas de soul producidor por George Butcher. Grabó solo un álbum en solitario, Bongi Makeba, Blow On Wind (pläne-records), en 1980. Algunas de sus canciones se pudieron escuchar años después en el repertorio de su madre. Dos de ellos, "Malcolm X" (1965, 1972) y "Lumumba" (1970) ensalzan a los líderes negros asesinados.
Makeba tuvo tres hijos: Nelson Lumumba Lee (nacido en 1968), la también cantante y compositora Zenzi Makeba Lee (nacida en 1971), y un tercer hijo, Themba, que murió al nacer. Makeba falleció debido a las complicaciones de ese parto en 1985, a los 34 años de edad. Fue enterrada en Conakry, Guinea, el lugar al que su madre se había mudado después de su matrimonio en 1968 con Stokely Carmichael.

## Discografía
- Blow On Wind (1980; Alemania: pläne - 88234)
- Miriam Makeba y Bongi (1975; LP con Miriam Makeba; Guinea: ediciones Syliphone Conakry SLP 48)